# Cacia albocancellata
Cacia albocancellata là một loài bọ cánh cứng trong họ Cerambycidae.